# Sztuka płakania (album)
Sztuka płakania (zapis stylizowany: SZTUKA PŁAKANIA) – drugi album studyjny polskiej piosenkarki Marty Bijan. Wydawnictwo ukazało się 28 maja 2021 wydaniem własnym w dystrybucji e-Muzyka.
Album jest utrzymany w stylu muzyki alternatywnej. Składa się z wersji standardowej (1 CD).
Nagrania były promowane singlami: „Szczelina”, „Disneyend”, „Piosenka o końcu” i „Lato smakuje (inaczej)”.

## Lista utworów
Opracowano na podstawie materiału źródłowego.
| Sztuka płakania – Wersja standardowa | Sztuka płakania – Wersja standardowa | Sztuka płakania – Wersja standardowa | Sztuka płakania – Wersja standardowa | Sztuka płakania – Wersja standardowa |
| Nr                                   | Tytuł utworu                         | Słowa                                | Muzyka                               | Długość                              |
| ------------------------------------ | ------------------------------------ | ------------------------------------ | ------------------------------------ | ------------------------------------ |
| 1.                                   | „Lato smakuje”                       | Marta Bijan                          | Marta Bijan                          | 4:19                                 |
| 2.                                   | „Pod morzem”                         | Marta Bijan                          | Marta Bijan                          | 3:32                                 |
| 3.                                   | „Szczelina”                          | Marta Bijan                          | Marta Bijan                          | 4:18                                 |
| 4.                                   | „Chciałabym nie chcieć”              | Marta Bijan                          | Marta Bijan                          | 4:32                                 |
| 5.                                   | „Przesilenia”                        | Marta Bijan                          | Marta Bijan                          | 3:49                                 |
| 6.                                   | „Nowy świat”                         | Marta Bijan                          | Marta Bijan                          | 3:21                                 |
| 7.                                   | „Disneyend”                          | Marta Bijan                          | Marta Bijan                          | 3:55                                 |
| 8.                                   | „Piosenka o końcu”                   | Marta Bijan                          | Marta Bijan                          | 4:13                                 |
| 9.                                   | „Nocny ptak”                         | Marta Bijan                          | Marta Bijan                          | 6:14                                 |
|                                      |                                      |                                      |                                      | 38:13                                |